# Gerusalemme liberata (film)
Gerusalemme liberata è un film del 1910 diretto da Enrico Guazzoni. 
Si tratta della prima trasposizione cinematografica in assoluto dell'omonimo poema di Torquato Tasso. All'estero la pellicola è conosciuta con il titolo The Crusaders.

## Trama
Argante, re di Gerusalemme, nomina Armida a capo delle forze pagane per combattere i crociati. Clorinda salva dalla morte Olindo e Sofronia, condannati da Argante, e si scontra con Tancredi, di cui si innamora, ma il guerriero cristiano è attratto per incantesimo dalla maga Armida, da cui si libera per prender parte alla conquista di Gerusalemme. La crociata tra i seguaci di Gesù e gli "infedeli" dura ormai da molti anni, senza tuttavia la prevalenza degli uni sugli altri. Armida viene posseduta dai demoni e dalle forze di Satana che le fanno avere visioni riguardo al fortunato esito dell'esercito musulmano contro quello cristiano, mentre il cavaliere Rinaldo tenta di impedirlo, ma viene allontanato a causa della sua cattiva condotta. Tancredi, guerriero cristiano, giunge solo verso la fine della guerra e si innamora di una nemica: Clorinda, cosa che nessun cristiano avrebbe mai osato fare. I due si affrontano in battaglia con il volto coperto dall'elmo; perciò senza volerlo Tancredi uccide Clorinda e, per porre fine al loro sacro amore, battezza la moribonda. Rinaldo nel frattempo era stato catturato dalla maga Armida, definita dai cristiani una pericolosissima strega, ma viene liberato da Goffredo che, assieme a lui, sconfigge per sempre la megera e sferra un ultimo e decisivo attacco a Gerusalemme.